# A-2 (Montenegro)
De A-2 of Autoput 2 is een geplande autosnelweg in Montenegro. De weg moet een oost-westverbinding door het land gaan vormen. Bij de hoofdstad Podgorica zal de A-2 aansluiten op de A-1 tussen Bar en Belgrado. 
Richting Albanië zal de weg aansluiten op de SH1 naar Shkodër en Tirana. Het tracé van de weg richting het westen ligt nog niet vast. Er zijn twee hoofdvarianten. De zuidelijke variant loopt van Podgorica via Kotor naar de Kroatische grens bij Herceg Novi. Deze route zal door de Baai van Kotor lopen, een landschap dat op de Werelderfgoedlijst staat en veel steile hellingen kent. Een alternatieve route loopt door het binnenland, via Nikšić, de tweede stad van Montenegro en eindigt bij de Bosnische grens. 
De A-2 zal onderdeel van de Adriatisch-Ionische autosnelweg worden. Deze toekomstige autosnelweg zal vanaf Triëst in Italië langs de oostkust van de Adriatische en Ionische Zee naar Kalamáta in het zuiden van Griekenland lopen.
Door de hoge kosten van de A-1 die moeten worden opgebracht door een klein land als Montenegro, is de komt van de A-2 niet voor 2020 te verwachten.